# 1990 SL
1990 SL är en asteroid i huvudbältet som upptäcktes den 20 september 1990 av den australiensiske astronomen Robert H. McNaught vid Siding Spring-observatoriet.
Asteroiden har en diameter på ungefär 5 kilometer.